# Thành Zakimi
Zakimi Castle (座喜味城 (Tọa Hỉ Vị thành) Zakimi Gusuku) là một gusuku (ngự thành) tại Yomitan, tỉnh Okinawa, Nhật Bản. Thành nay là một phế tích, song các tường thành và nền gạch đã được phục hồi. Thành được xây giữa các năm 1416 và 1422 bởi quân phiệt nổi tiếng Lưu Cầu là Gosamaru, Thành Zakimi giám sát phần phía bắc của đảo chính Okinawa. Gusuku có hai nội cung, mỗi cung có một cổng vòm.

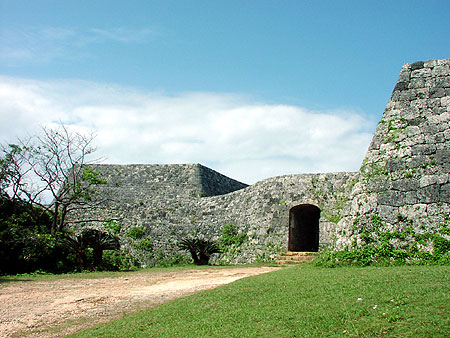
Thành Zakimi

Trước và trong Thế chiến II, thành được sử dụng là một nơi đặt ụ súng đại bác của Nhật Bản, và sau chiến tranh nó được sử dụng làm một căn cứ radar của quân đội Hoa Kỳ. Một số tường thành đã bị phá hủy theo chỉ thị để lắp đặt thiết bị radar, nhưng chúng đã được phục hồi sau đó.
Thành Zakimi, là một trong số các di tích được công nhận là di sản thế giới của UNESCO với tên gọi chính thức Các di chỉ Gusuku và di sản liên quan của Vương quốc Lưu Cầu vào tháng 11 năm 2000.